# NGC 4948A
NGC 4948A је спирална галаксија у сазвежђу Девица која се налази на NGC листи објеката дубоког неба.
Деклинација објекта је - 8° 9' 38" а ректасцензија 13h 5m 5,8s. Привидна величина (магнитуда) објекта NGC 4948 износи 13,4 а фотографска магнитуда 14,0. NGC 4948A је још познат и под ознакама MCG -1-33-80, DDO 162, PGC 45242.